# Maikammer
Maikammer é um município da Alemanha localizado no distrito de Südliche Weinstraße, no estado da Renânia-Palatinado. É sede da associação municipal homónima.

## Política
Cadeiras ocupadas na comunidade:
|      | SPD | CDU | FWG | BL | Total       |
| 2009 | 3   | 12  | 3   | 2  | 20 Cadeiras |
| 2004 | 3   | 11  | 3   | 3  | 20 Cadeiras |